# Velay
Velay (czytaj: welé) – kraina historyczna w środkowej Francji, do rewolucji francuskiej wchodząca w skład prowincji Langwedocji. Po reformie administracyjnej z okresu rewolucyjnego weszła w większej części w skład departamentu Haute-Loire (obecnie region Owernia). Historyczną stolicą tej krainy jest miasto Le Puy-en-Velay. Velay jest regionem, gdzie język i kultura oksytańska są nadal silnie zakorzenione i stanowią fundament lokalnej tożsamości. 

## Geografia
Velay położone jest w południowo-zachodniej części Masywu Centralnego, pomiędzy dolinami Allier na zachodzie i Rodanu na wschodzie. Jest to górzysty region, obejmujący cztery płaskowyże zbudowane z bazaltów i granitów: Tence, Mezenc, Velay i Craponne. Najwyższy szczyt regionu, Mont Mézenc, osiąga wysokość 1754 m n.p.m. Rzeźbę płaskowyży urozmaicają głębokie doliny rzeczne, m.in. Loary.

## Historia
Za czasów podboju Galii przez Rzymian obszar ten zamieszkiwało plemię galijskie znane pod łacińską nazwą Vellavi. To od nich pochodzi nazwa krainy. Ich głównym ośrodkiem administracyjnym była osada Ro-ession (łac. Ruessium), dzisiejsze Saint-Paulien. 
Po włączeniu Velay do Korony francuskiej, Velay zostaje przyłączone do Langwedocji. Velay posiada swoich przedstawicieli w zgromadzeniu Langwedocji, ale część spraw wewnętrznych regionu pozostaje w gestii dorocznego zgromadzenia, zwanego "stanami Velay" (Etats du Velay). Życie polityczne Velay charakteryzuje się regularnymi sporami o władzę między biskupem z Le Puy a miejscową szlachtą. 
Okres wojen religijnych jest szczególnie trudny dla Velay. Miasto Le Puy, siedziba biskupstwa, pozostaje wierna obozowi katolickiemu, podczas gdy otaczające je ziemie stają po stronie reformacji. W okresie rewolucji francuskiej ludność regionu, przywiązana do swoich wartości i religii, źle przyjmuje te wydarzenia i przez dłuższy okres buntuje się wobec rządów republikańskim.